# Prasophyllum suaveolens
Prasophyllum suaveolens là một loài thực vật có hoa trong họ Lan. Loài này được D.L.Jones & R.J.Bates miêu tả khoa học đầu tiên năm 1994.